# Ногавиці
Ногавиці або нагавиці — штани вузького крою з домотканого полотна, часто декорувалися вибійкою в вузькі смужки сірого, синього або чорного кольорів.
Ногавиця (в однині) — те саме, що й холоша.